# Тепходон-2
Таеподонг-2 или Тепходон-2 е тристепенна севернокорейска балистична ракета, за която се предполага, че е усъвършенстван вариант на Тепходон-1.
Тя е тествана на 5 юли 2006 година, и се предполага че се е разпаднала около 40 секунди след изстрелването. Алтернативни нейни названия са Моксон-2 („Юпитер-2“), Пектусан-2 и Унха-2 („Млечен път-2“).
Много малко се знае за техническите детайли относно ракетата. Няма сведения дали тя вече е въведена в употреба. Тестът от 5 юли включва още няколко ракети с малък обсег, включително и Родон-2, за която се предполага, че е всъщност първата степен на Тепходон-2. Според експерти средният обсег на ракетата е около 6000 км с 900-килограмова бойна глава. При товар, по-малък от 500 кг тя би имала обсег до 10 000 км, а при товар от около 1300 кг той би бил приблизително 4000 – 4500 км.
На 15 септември 2008 успешно е тестван усъвършенстван двигател за Тепходон-2 в ракетната база Мусудан-ри.
На 3 февруари 2009 на същата площадка чрез влак е закарана ракета Тепходон-2, и се забелязва подготовка за опитно изстрелване на ракетата. На 23 февруари страната обявява, че ще изстреля спътник Кванмьонсон-2 с ракета Унха-2, космически вариант на Тепходон-2. На 5 април 2009 ракетата бива изстреляна, но според САЩ спътникът не успява да излети в Космоса и пада в Тихия океан. КНДР твърди, че спътникът е влязъл успешно в орбита.

## Подобни ракети
- Тепходон-1
- РТ-2
- Р-7